# Geeta Phogat
Geeta Phogat (ur. 15 grudnia 1988) – indyjska zapaśniczka walcząca w stylu wolnym. Olimpijka z Londynu 2012, gdzie zajęła trzynaste miejsce w kategorii 55 kg.
Brązowa medalistka mistrzostw świata w 2012. Siódma na igrzyskach azjatyckich w 2010. Brązowa medalistka mistrzostw Azji w 2012 i 2015. Triumfatorka igrzysk wspólnoty narodów w 2010. Mistrzyni Wspólnoty Narodów w 2009, 2011 i 2017, a druga w 2013. Druga w Pucharze Świata w 2013. Mistrzyni Azji juniorów w 2008 roku. 
Jest kuzynką zapaśniczki Priyanki Phogat i siostrą Sangeety Phogat. Jej mężem jest zapaśnik Pawan Kumar.
- Turniej w Londynie 2012

Przegrała z Tetianą Łazarewą z Ukrainy i Tonyą Verbeek z Kanady.
W roku 2012 została laureatką nagrody Arjuna Award.